# Стефанія Каредду
Стефанія Каредду (італ. Stefania Careddu; *13 січня 1945, Бергамо, Італія) — італійська театральна акторка.

## Біографія
Народилася в Бергамо, є дочкою письменниці Маріанни Фрігені.
Дебютувала в кіно в 1965 році, в невеликій ролі в «I soldi» Джанні Пуччіні, а наступного року отримала першу роль в фільмі «Andremo in città» Нело Різі. Після кількох другорядних ролей, в тому числі деяких спагеті-вестернів, Каредду залишила кіно.

## Фільмографія
- Non conosci il bel suol (1961)
- I soldi (1965)
- Andremo in città (1966)
- Troppo per vivere... poco per morire (1967)
- Vado... l'ammazzo e torno (1967)
- Jungfrau aus zweiter Hand (1967)
- Don Giovanni in Sicilia (1967)
- Temptation (1968)
- Quella sporca storia nel West (1968)
- La stirpe di Caino (1971)
- Quando le donne si chiamavano madonne (1972)
- Боже, ти справді хрещений батько! (1973)
- I piaceri della contessa Gamiani (1974)
- Il marito in collegio (1977)
- Lapo erzählt... (1981)